# Тимур-Малик
Тимур-Малик, или (Темир-Малик, Тимур-бек, Тимур-хан, Тимур-Мелик-хан), — хан Синей Орды (восточной части Улуса Джучи) в 1377 году.
Третий сын-наследник Урус-хана. Старший сын Кутлуг-Буга был убит в сражении с Тохтамышем в 1376 г. Урус-хан скончался на рубеже 1377 г. годов во время войны с Тамерланом. Ему наследовал второй сын Токтакия, который скончался двумя месяцами позже, и его преемником стал следующий брат Тимур-Малик. Тимур-Малик был известен своим распутным образом жизни, он отнимал для себя лучших женщин у мужей или дочерей у отцов, не глядя на обычаи, приличия и значимость оскорбляемых людей. Естественно, что он нажил себе множество врагов. По настоянию своих эмиров Тимур-Малик предпринял поход против Тохтамыша. Благодаря военачальникам, служившим ещё его отцу, над Тохтамышем была одержана очередная победа и тот бежал к Тимуру.
Однако недовольство Тимур-Маликом достигло таких размеров, что представители верхов Синей Орды стали перебегать к Тохтамышу. Когда Тимур-Малика покинул беклярбек Казанчи, служивший ещё его отцу, на его место был назначен эмир мангытов Балтычак, отец Идигу, который в это время служил Тохтамышу. Оставшиеся в Сыгнаке при дворе хана аристократы составили против него заговор. В итоге в 1378 г. сыгнакские эмиры призвали на трон Тохтамыша. Города Сауран и Отрар сдались ему без боя, а затем он двинулся к столице. Тимур-Малик пытался выступить ему навстречу. Однако войска, не вступая в бой, перешли на сторону Тохтамыша. Тимур-Малик в сопровождении немногочисленных верных эмиров и телохранителей пытался бежать, но был схвачен и казнен по приказу Тохтамыша. Вместе с ним казнён и похоронен в одной могиле и беклярбек Балтычак.
Текст «Списков устроителя мира» Гаффари:
«Токтакия, сын Уруса, правил 2 месяца и после этого умер. Тимур-Мелик, сын Урус-хана, сел на царство и предался пьянству. В конце-концов он был убит Токтамышем в Каратале в 778 г.»
778 г. это 21 мая 1376 г. — 9 мая 1377 г.